# Premi de Narrativa Vila de l'Ametlla de Mar
El Premi de Narrativa Vila de l'Ametlla de Mar és un guardó literari en llengua catalana que se celebra des del 1992. L'organitza el col·lectiu CalaCultura amb el suport de l'Ajuntament de l'Ametlla de Mar i el seu lliurament té lloc durant la Nit de Poesia al Carrer que se celebra a la mateixa població.

## Obres guardonades
- 1992: Francesc Puigpelat i Valls, Mademoiselle Bedoll[1]
- 1993: Miquel Reverté Aguilar, Picaso, anatomía d'uns pintats[1]
- 1994: Declarat desert per manca d'obres[1]
- 1995: Declarat desert per manca de qualitat literària[1]
- 1996: Miquel Reverté Aguilar, La raó de les raons[1]
- 1997: Xavier Guillamon, El vent de dalt[1]
- 1998: Jordi Portals, Regala'm un minut més[1]
- 1999: Aleix Puig, Ningú en concret[1]
- 2000: Llorenç Aviñó, Camí de mar[1]
- 2001: Àngel-O Brunet i Las, Els llavis amb el polze[1]
- 2002: Moisés de Pablo, Segle XXI[1]
- 2003: Maria Torres, En primera persona[1]
- 2004: Josep Igual i Febrer, Torn de nit[1]
- 2005: Marta Magrinyà Masdéu, Esperant bones notícies[1]
- 2006: Vicenç Ambrós, Des de la mort amb amor[3]
- 2007: Òscar Palazón Ferré, Un rostre que no és meu[4]
- 2008: Damià del Clot i Trias, Notes d'un viatge a l'infern[5]
- 2009: Declarat desert per manca de qualitat literària[1]
- 2010: Anna Rúbio i Fandos, De l'arbre al pinyol[6]
- 2011: Yannick Garcia Porres, Barbamecs[7]
- 2012: Ivan Carbonell, Els aprenents de traïdor[8]
- 2013: Jordi Romeu i Carol, Petonets pels puestos o a la recerca de l'amor sincer[9]
- 2014: Alba Dalmau i Viure, Bategant[10]
- 2015: -
- 2016: Sílvia Romero i Olea, A la colònia hidràulica i altres contes[11]
- 2017: Lluís Hernàndez Solani, Professional[12]
- 2018: Carles Pérez, La necessitat d'un mur[13]
- 2019: Ignasi Oliveras, Vençuts, vencedors i altres espècies[14]
- 2020: Víctor Colomer, Contes tristos del #procés[15]
- 2021: Ramon Nieto Gallart, Ombres xineses[16]
- 2022: Maria Gas de Cid, Dones que viviu en la tempesta[17]
- 2023: Noemí Morral i Palacín, Fins que la mort ens separi[2]